# Anatoli Petrowitsch Alexandrow

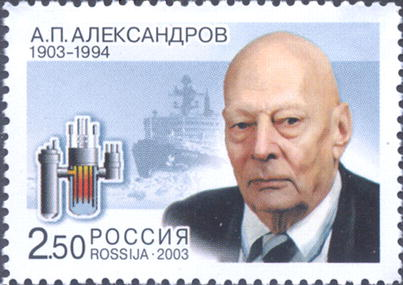
Russische Briefmarke zum 100. Geburtstag von Anatoli Petrowitsch Alexandrow

Anatoli Petrowitsch Alexandrow (russisch Анатолий Петрович Александров; * 31. Januarjul. / 13. Februar 1903greg. in Taraschtscha, Gouvernement Kiew, Russisches Kaiserreich; † 3. Februar 1994 in Moskau) war ein russischer Physiker, einer der Begründer der sowjetischen Kerntechnik und von 1975 bis 1986 Präsident der Sowjetischen Akademie der Wissenschaften.

## Leben
Alexandrow entstammte einer Juristenfamilie, die 1906 aus der kleinen Stadt Taraschtscha nach Kiew umzog, wo sein Vater zum Friedensrichter ernannt wurde (später bezeichnete Alexandrow den Beruf seines Vaters als Lehrer, weil er Pressionen seitens des stalinistischen Regimes befürchtete). Dort beendete Alexandrow im Jahre 1919 eine Realschule, wobei die Wirren des russischen Bürgerkrieges zuerst eine weiterführende Ausbildung verhindert hatten. Er war zwangseingezogen worden und musste in der Armee des weißen Generals Pjotr Wrangel dienen, beging jedoch bereits nach wenigen Monaten eine Truppenflucht und war nach Kiew zurückgekehrt. Dort wurde Alexandrow zum Chemie- und Physiklehrer und studierte ab 1925 an der Universität Kiew. Parallel zu seinem Studium war er ehrenamtlicher Mitarbeiter am (medizinischen) Röntgen-Institut der Universität, wo er seinen späteren Freund und wissenschaftlichen Weggefährten Igor Kurtschatow kennenlernte. Nach dem Abschluss seines Studiums im Jahre 1930 ging er auf Empfehlung seines Mentors Abram Joffe nach Leningrad, wo er wissenschaftlicher Mitarbeiter am dortigen Physisch-Technischen Institut wurde, dessen Leitung Joffe übernahm. Bereits 1933 gelang Alexandrow eine wichtige wissenschaftliche Leistung: Er entwickelte eine Methode zur Erzeugung frostbeständigen Gummimaterials aus synthetischem Kautschuk, aus dem Reifen für Flugzeuge und Autos hergestellt werden konnten.
Im Zweiten Weltkrieg entwickelte er mit Kurtschatow und W. M. Tutschkewitsch eine Methode zur Entmagnetisierung von Schiffsrümpfen, um sie vor Minen zu schützen, wofür sie mit dem Stalinpreis ausgezeichnet wurden.
Ab 1943 wirkte er am sowjetischen Kernwaffenprojekt mit und war Stellvertreter Kurtschatows im Geheimlabor Nr. 2 der Akademie der Wissenschaften, aus dem später das Kurtschatow-Institut entstand. Sein Hauptaugenmerk galt in dieser Zeit dem Problem der Erzeugung von Deuterium und der Herstellung des waffenfähigen Plutoniums. Von 1946 bis 1955 war er Leiter des Instituts für physikalische Probleme der Sowjetischen Akademie der Wissenschaften als Nachfolger von Pjotr Leonidowitsch Kapiza. 1952 wurde er zum verantwortlichen Leiter des Projekts zur Herstellung von atombetriebenen U-Booten ernannt und für die dort erzielten Erfolge am 4. Januar 1954 mit dem Orden Held der sozialistischen Arbeit und einem Leninorden ausgezeichnet. Er wurde 1955 stellvertretender Direktor und 1960 – nach dem Tode Kurtschatows – Direktor des Kurtschatow-Instituts. Nach seiner Pensionierung im Alter von über 80 Jahren wurde er Ehrendirektor des Instituts. In den 1960er Jahren wurde auf seine Initiative hin die größte russische Anlage zur Heliumverflüssigung am Kurtschatow-Institut errichtet, was Forschungen zur Tieftemperaturphysik und Supraleitung ermöglichte.
Alexandrow trat erst 1960 im Alter von 57 Jahren auf ausdrücklichen Wunsch von Nikita Chruschtschow der KPdSU bei und wurde bereits 1966 Mitglied des Zentralkomitees der Partei, bis zu deren Zerfall 1991. In den 1960er und 1970er Jahren war er mehrmals Deputierter des Obersten Sowjets der UdSSR.
Alexandrow war nicht nur an der Entwicklung sowjetischer Kernwaffen beteiligt, sondern beschäftigte sich auch mit der zivilen Nutzung der Atomkraft. Auf seine Initiative hin wurden erste Atomkraftwerke in der Sowjetunion gebaut, die ausschließlich der friedlichen Nutzung dienen sollte und 1959 der erste Eisbrecher mit atomarem Antrieb Lenin in den Dienst gestellt. Seine fundamentalen Arbeiten zur Problematik der Plasmenphysik und der kontrollierbaren thermonuklearen Synthese gelten bis heute als Grundlagen der Atomphysik. Er leistete wichtige Beiträge zu der Entwicklung nuklearer Antriebe für Schiffe und U-Boote. Daneben lieferte er Beiträge zur Festigkeitslehre sowie den physikalischen Eigenschaften von Hochpolymeren und Dielektrika.
Alexandrow war ab 1943 korrespondierendes und ab 1953 Vollmitglied der Russischen Akademie der Wissenschaften. In den Jahren 1975–1986 war er Präsident der Akademie. 1988 wurde er zum Ehrenbürger der Stadt Sewerodwinsk, wo seit seinem Tod eine Straße seinen Namen trägt. Seit 1976 war er auswärtiges Mitglied der Akademie der Wissenschaften der DDR.
Die schwerste Stunde seiner wissenschaftlichen Karriere erlebte Alexandrow 1986 nach der Nuklearkatastrophe von Tschernobyl: Er war derjenige, der den Atomreaktor projektiert hatte und als solcher musste er sich Versäumnisse und Wissensdefizite, ja sogar „Schlamperei“ vorwerfen lassen. Aus diesem Grund trat er als Präsident der sowjetischen Akademie der Wissenschaften zurück und verlor zunehmend an Einfluss und Ansehen.
Alexandrow starb 1994 an Herzstillstand.

## Ehrungen
- Held der sozialistischen Arbeit (1954, 1960, 1973)
- Leninorden (1945, 1949, 1953, 1954, 1956, 1963, 1975, 1978, 1983)
- Leninpreis (1959)
- Stalinpreis (1942, 1949, 1951, 1953)
- Orden der Oktoberrevolution (1971)
- Orden des Vaterländischen Krieges I. Klasse (1985)
- Orden des Roten Banners der Arbeit (1945)
- Kurtschatow-Medaille (1968)
- Lomonossow-Goldmedaille (1978)
- Wawilow-Goldmedaille (1978)
- Joffe-Preis (1980)
- Der Asteroid (2711) Aleksandrov wurde nach ihm benannt (1984).

Seit 2013 wird von der Russischen Akademie der Wissenschaften für herausragende Leistungen auf dem Gebiet der Kernphysik und Kerntechnik die Alexandrow-Goldmedaille verliehen.